# Eva López-Sánchez
Eva Patricia López-Sánchez López-Mateos (Ciudad de México, 24 de enero de 1954) es una cineasta y continuista mexicana.

## Biografía
Estudió Realización Cinematográfica en el Centro de Capacitación Cinematográfica de 1986 a 1992.

## Obras

### Largometrajes
- 1992 - Dama de noche[2]
- 2002 - ¿De que lado estás?/Francisca
- 2008 - La última y nos vamos

### Cortometrajes
- 1988 - No se asombre, sargento
- 1989 - La venganza
- 1990 - Recuerdo de domingo
- 1990 - Yapo Galeana
- 1991 - Objetos perdidos

### Premios y reconocimientos
- 1992 - Premio Ariel a Mejor Cortometraje de Ficción por Objetos perdidos